# Азаново (Іжморський округ)
Аза́ново (рос. Азаново) — присілок у складі Іжморського округу Кемеровської області, Росія.

## Населення
Населення — 70 осіб (2010; 127 у 2002).
Національний склад (станом на 2002 рік):
- росіяни — 98 %